# Serve
Serve är inom olika bollsporter det slag med vilket bollen sätts i spel vid spel om poäng. En serve kan slås med händerna (exempelvis i volleyboll), eller med en racket (exempelvis i tennis, badminton, bordtennis och squash). 
Serveess eller serveäss är en så kallad "dödande serve". I exempelvis tennis måste serven träffa motståndarens spelplan och vara poänggivande utan att motståndaren kan fånga den. I volleyboll och beachvolleyboll räknas det statistiskt som serveess även om bollen slarvas bort av en motståndare så att ytterligare slag omöjliggörs. Om bollen går in och är poänggivande utan att en motståndare träffar bollen kallas det där för "rent serveess" (pure ace).

## Bildgalleri

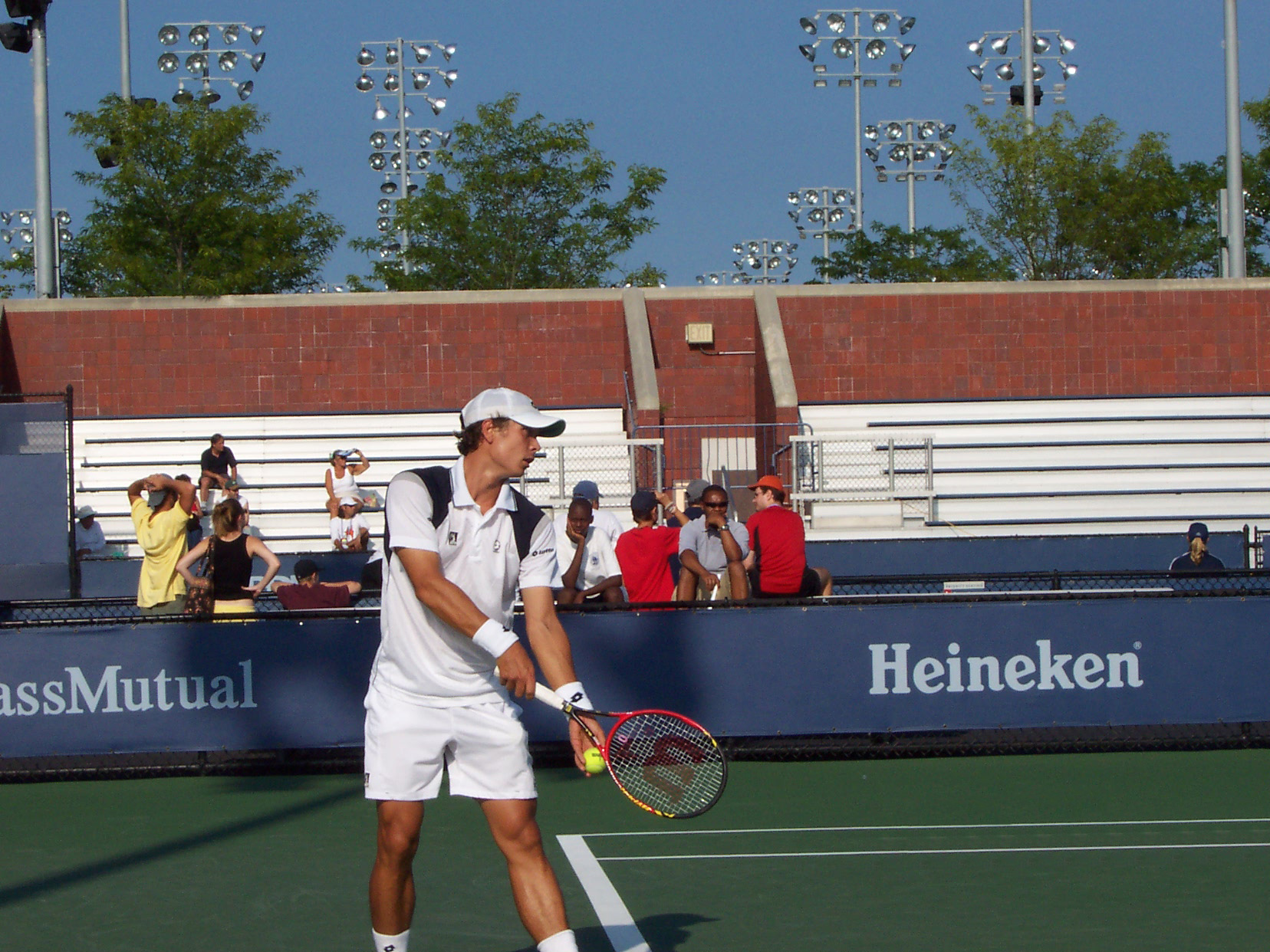
Tennisserve - utgångsläge
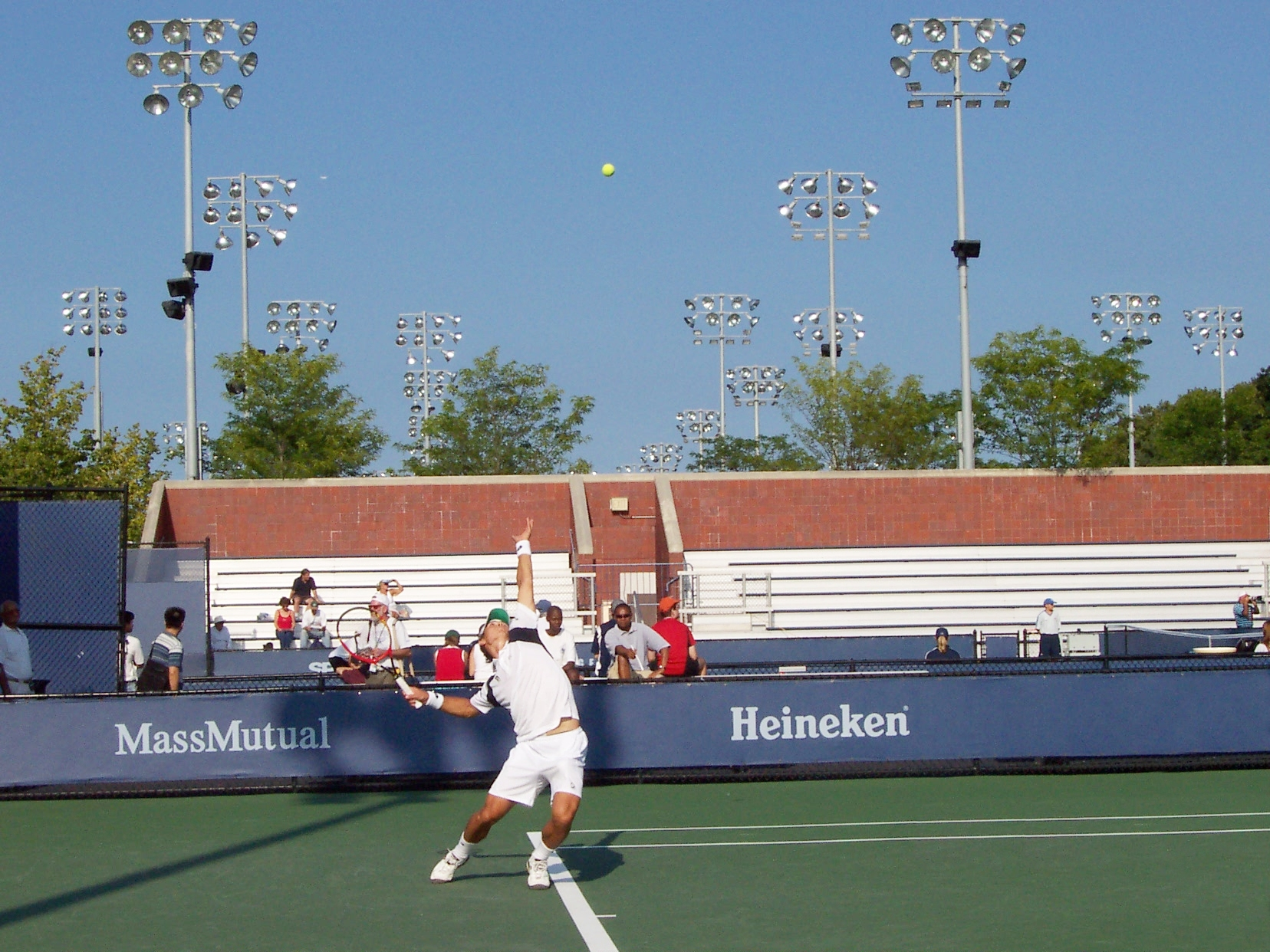
Upp med bollen
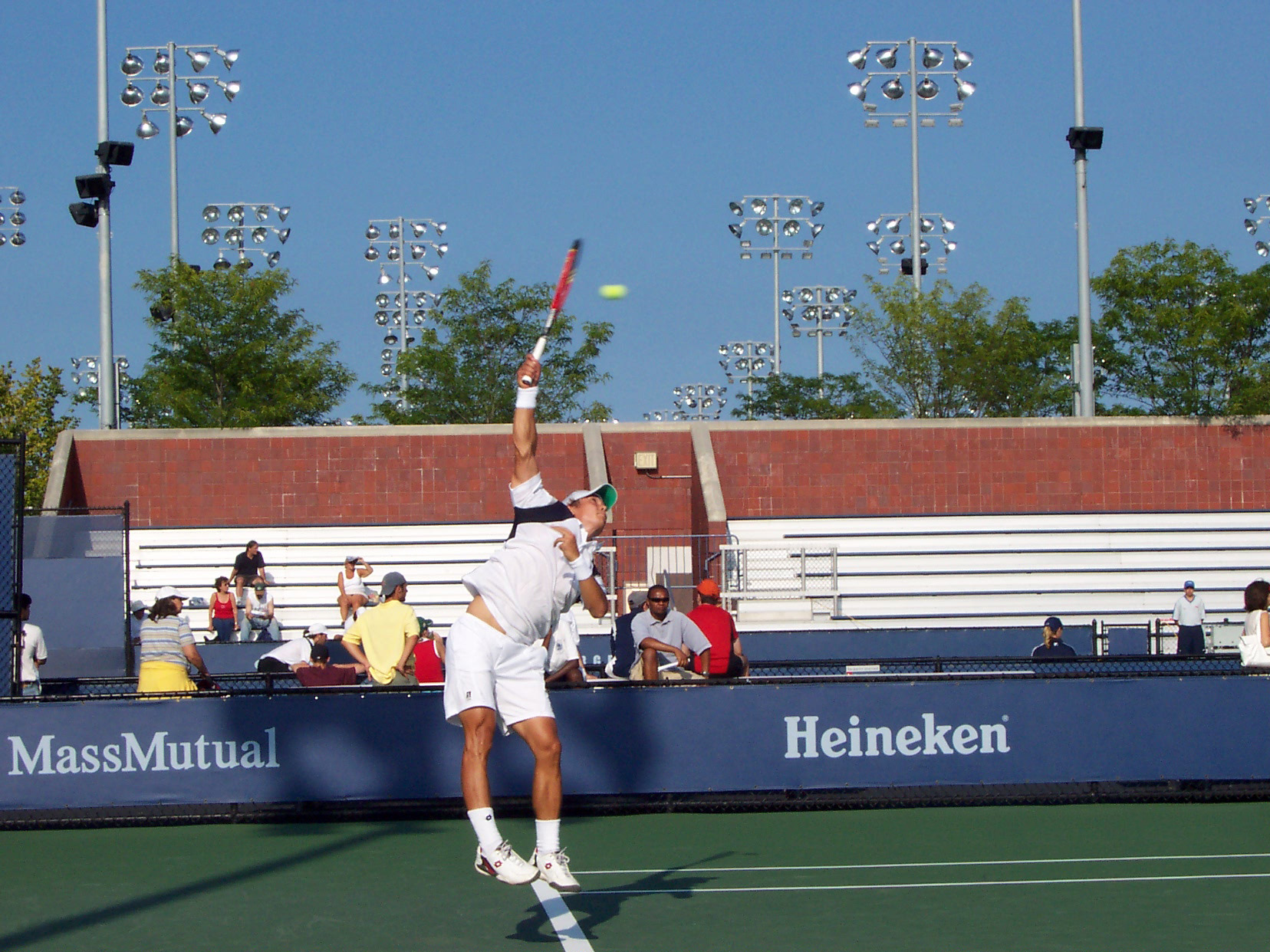
Tillslag